# Ланщайн
Ланщайн (на немски: Lahnstein) е град в Рейнланд-Пфалц (Германия) със 17 590 жители (към 31.12.2012).
Намира се на река Лан, която се влива след 5 км в Рейн. Той е въздушен и термален курорт.
Градът е образуван на 7 юни 1969 г. от самостоятелните дотогава градове Нидерланщайн и Оберланщайн.
Части от града са обявени от ЮНЕСКО за световно културно и природно наследство от 2002 г.